# Семафор коалиција
Семафор коалиција (директан превод са немачког: Ampelkoalition) је термин који потиче из немачке политике где описује коалициону владу Социјалдемократске партије Немачке (СПД), Слободне демократске партије (ФДП) и Зелених. То произилази из чињенице да традиционалне боје странака, односно црвена, жута и зелена, личе на нормалан низ боја семафора (Ampel). Касније је коришћен за описивање сличних коалиција између социјалдемократа, либерала и зелених у другим земљама.